# Pearl City (Illinois)
Pearl City è un villaggio degli Stati Uniti d'America, situato nello Stato dell'Illinois, nella contea di Stephenson.